# Обиньи-ле-Поте
Обиньи́-ле-Поте́ (фр. Aubigny-les-Pothées) — коммуна во Франции, находится в регионе Шампань — Арденны. Департамент — Арденны. Входит в состав кантона Рюминьи. Округ коммуны — Шарлевиль-Мезьер.
Код INSEE коммуны — 08026.
Коммуна расположена приблизительно в 185 км к северо-востоку от Парижа, в 95 км севернее Шалон-ан-Шампани, в 21 км к западу от Шарлевиль-Мезьера.

## Население
Население коммуны на 2008 год составляло 343 человека.
| 1962 | 1968 | 1975 | 1982 | 1990 | 1999 | 2008 |
| ---- | ---- | ---- | ---- | ---- | ---- | ---- |
| 375  | 410  | 392  | 360  | 319  | 319  | 343  |

## Экономика
В 2007 году среди 203 человек в трудоспособном возрасте (15—64 лет) 142 были экономически активными, 61 — неактивными (показатель активности — 70,0 %, в 1999 году было 65,6 %). Из 142 активных работали 129 человек (82 мужчины и 47 женщин), безработных было 13 (4 мужчины и 9 женщин). Среди 61 неактивных 20 человек были учениками или студентами, 8 — пенсионерами, 33 были неактивными по другим причинам.

## Фотогалерея

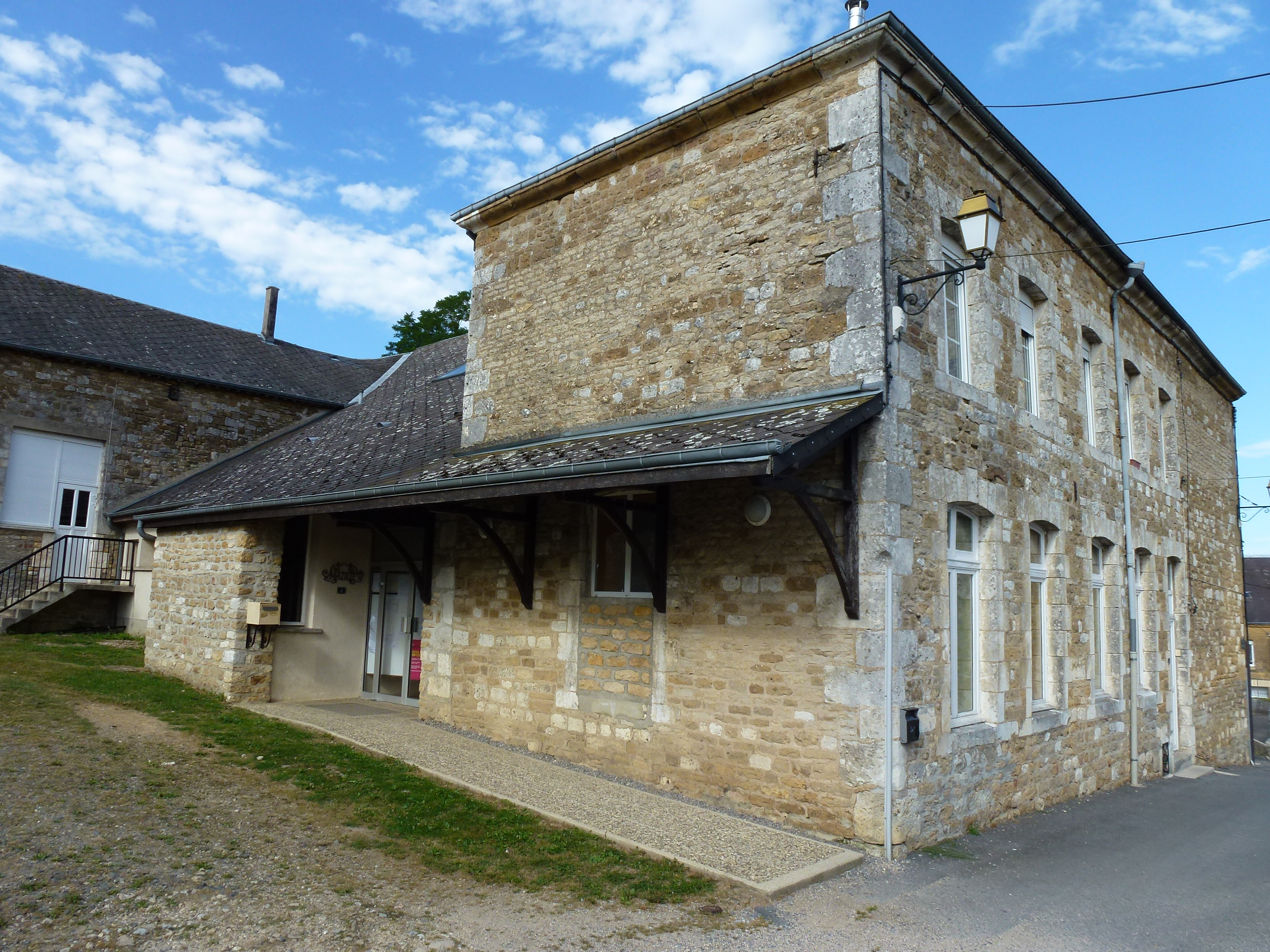
Мэрия
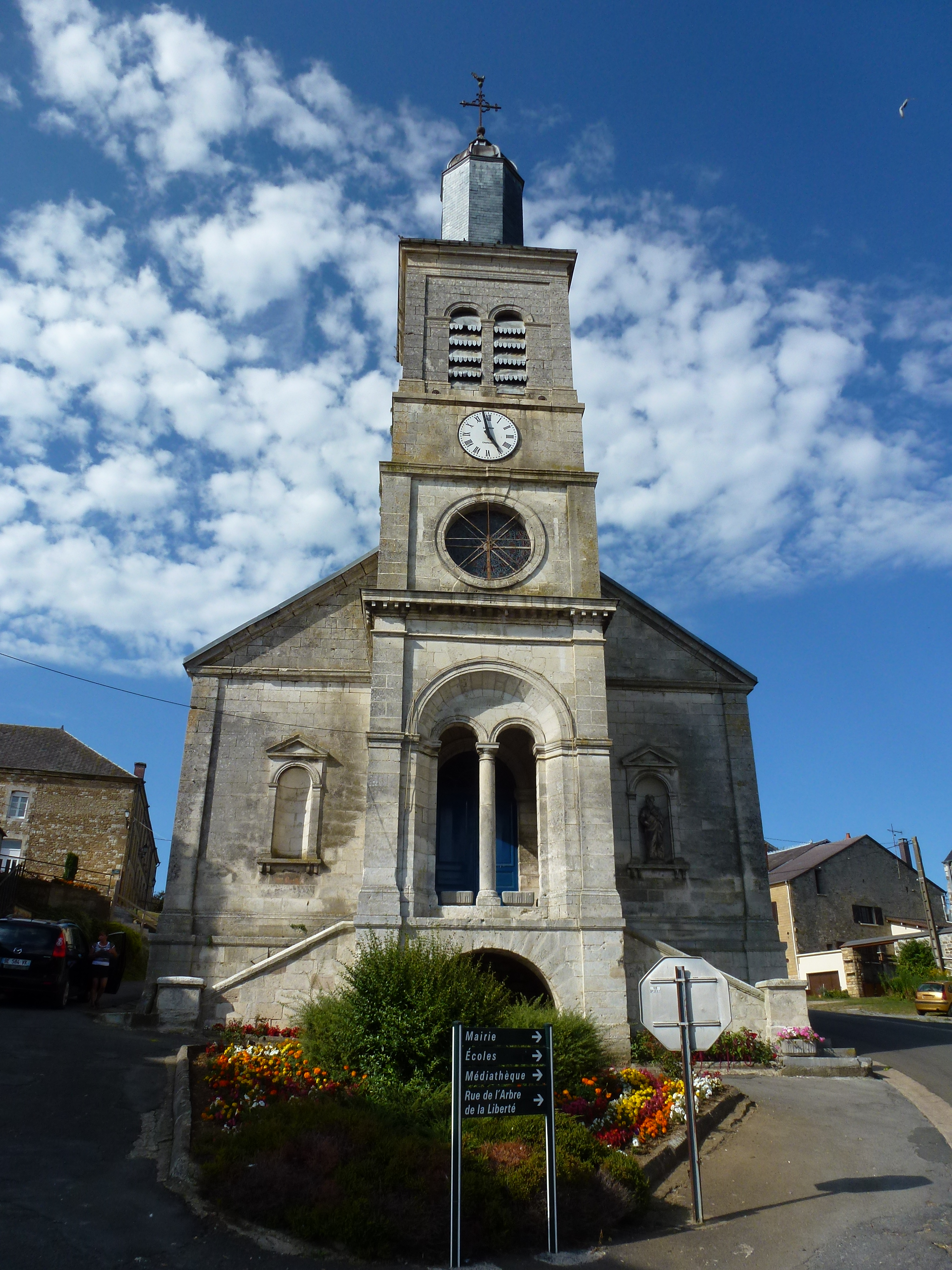
Церковь Сен-Мартен
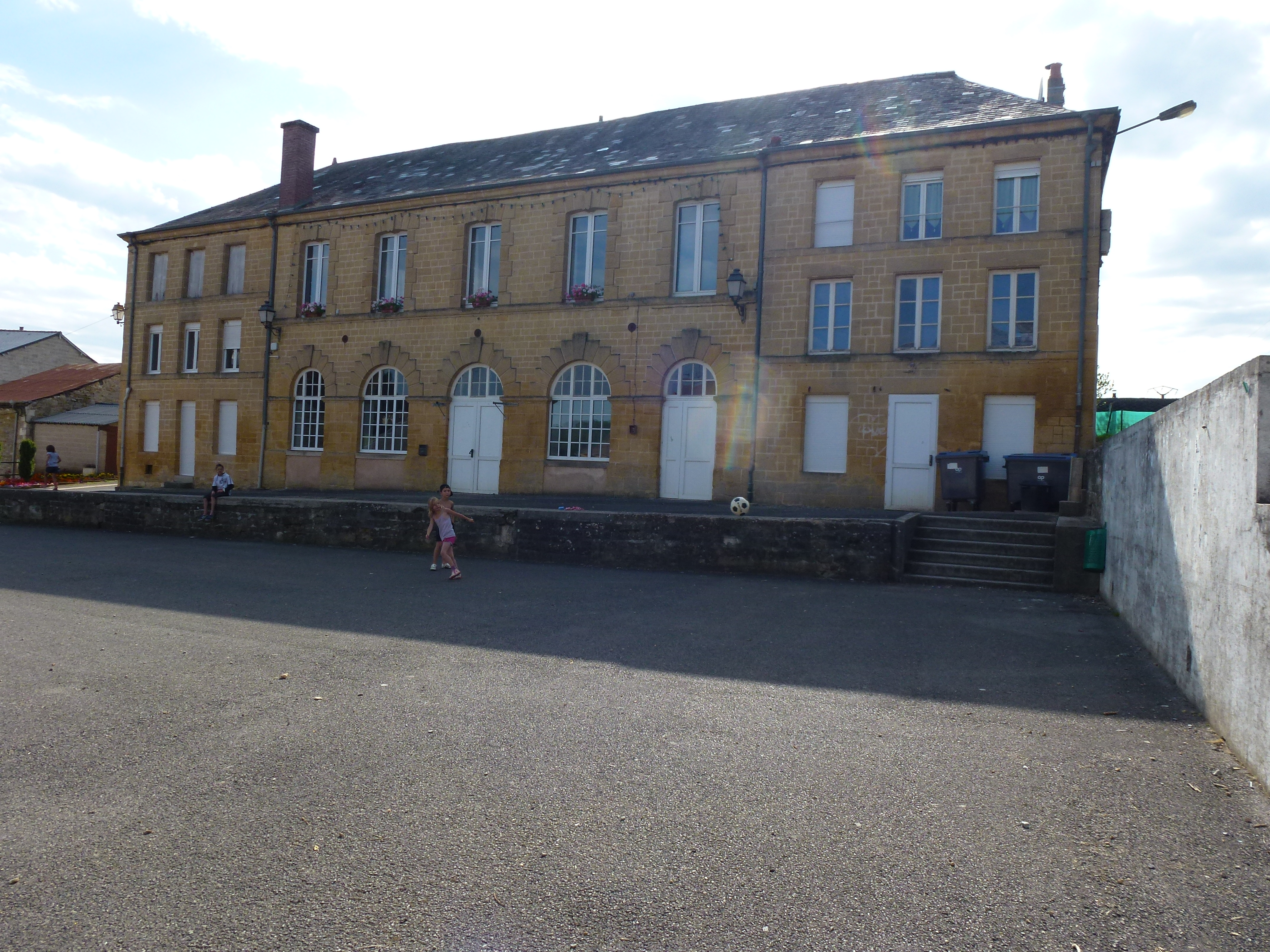
Школа
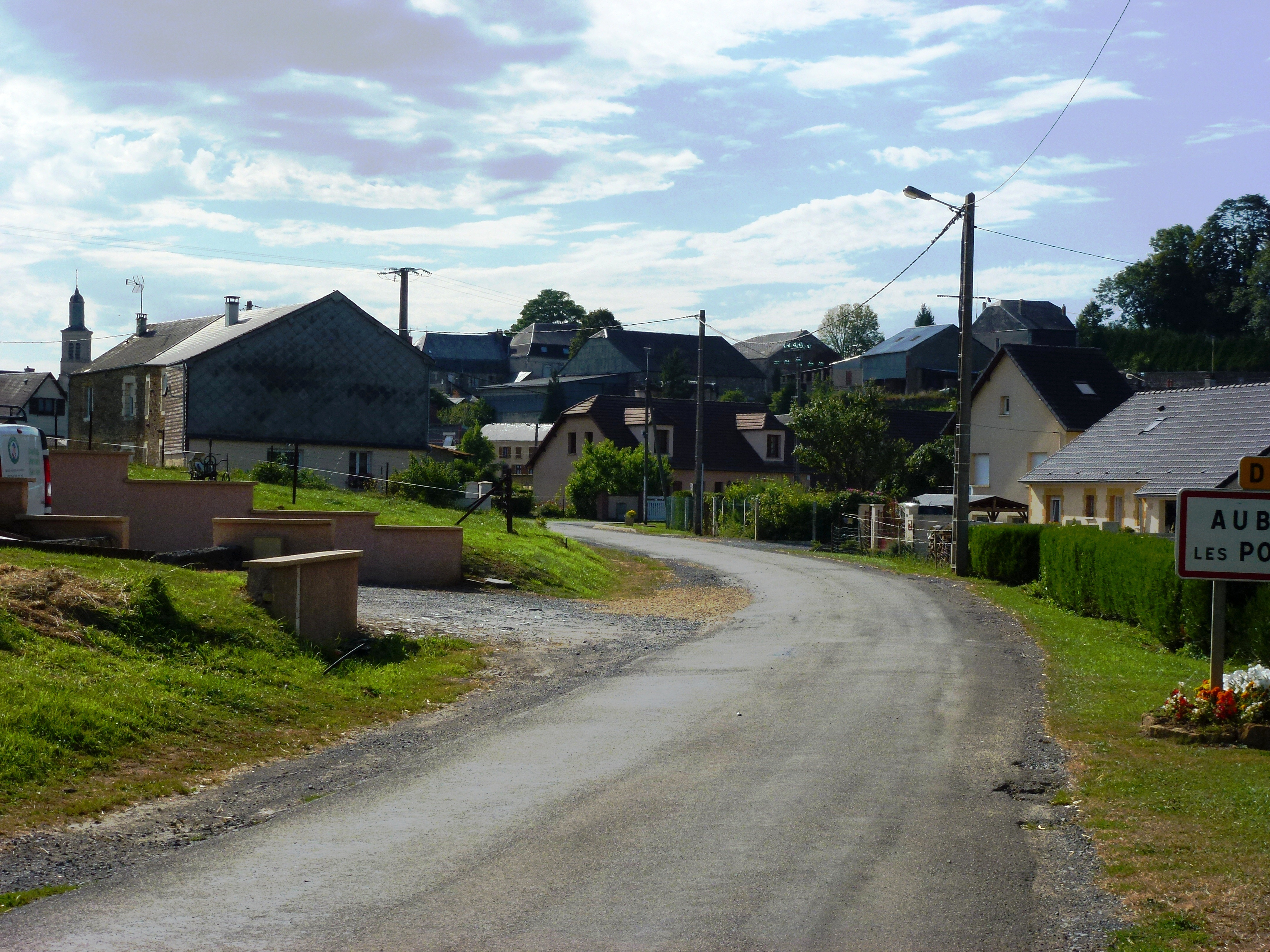
Въезд в Обиньи-ле-Поте